# Diego de Borica
Diego de Borica y Retegui (Vitoria, España; 12 de noviembre de 1742-Durango, Virreinato de Nueva España; 1800) fue un explorador español y el séptimo gobernador de las Californias de 1794 a 1800. Algunos autores dicen que fue él quien trazó las fronteras oficiales entre la Alta California y Baja California, aunque otros consideran a José Joaquín de Arrillaga el responsable de esa división territorial en 1804.
En 1787, bajo las órdenes de Jacobo Ugarte, combatió a los apaches en la frontera norte de Nueva España. Entre 1779 y 1793 fue miembro de la Real Sociedad Bascongada de Amigos del País. Su rango militar era el de teniente-coronel.